# La Ricamarie
 La Ricamarie  es una población y comuna francesa, situada en la región de Ródano-Alpes, departamento de Loira, en el distrito de Saint-Étienne y cantón de Le Chambon-Feugerolles.

## Demografía
| 11 902 | 11 539 | 10 426 | 9644 | 10 246 | 8438 |
| Para los censos de 1962 a 1999 la población legal corresponde a la población sin duplicidades (Fuente: INSEE [Consultar]) |        |        |      |        |      |